# Singapore Botanic Gardens
1°18′54″N 103°48′58″Ø / 1.31500°N 103.81611°Ø
Singapore Botanic Gardens er en 156 år gammel, tropisk botanisk have, placeret i udkanten af Singapores primære shopping-område Orchard Road. Haven er på UNESCOs Verdensarvsliste, og rangeret som Asiens bedste park af TripAdvisor siden 2013.
Singapore Botanic Gardens blev grundlagt i 1859 og spillede en betydelig rolle i forskning i dyrkning af gummitræet (Hevea brasiliensis) og dermed i boomet i produktion af og handel med gummi tidligt i 1900-tallet. I 1920'erne udgjorde produktionen på Malayahalvøen således halvdelen af verdens gummiproduktion.
Efter at Singapore var blevet selvstændigt hjalp ekspertisen fra Singapore Botanic Gardens til ved anlæg af grønne områder, bevarelse af eksisterende natur og beplantning i det hele taget rundt om i byen med det formål at omdanne Singapore til "The Garden City", et kendt billede på og symbol for Singapore. Haven er den eneste i verden der har åbent hver dag, året rundt, fra 5.00 om morgenen til midnat. Haven har mere end 10.000 arter, og modtager over 4 mio. besøgende om året.

## Temahaver
Inden i haven ligger en række temahaver der bl.a. omfatter National Orchid Garden, Ingefærhaven, Regnskoven og Evolutionshaven.
National Orchid Garden er en af verdens største samlinger af orkidéer omfattende mere end 1.200 arter og 2.000 sorter og hybrider. Her finder man også "The Coolhouse", hvor der findes et køligt og fugtigt klima ligesom i tropiske bjergområder mellem 1000 og 3000 m højde som de findes i f.eks. Sydøstasien, Mellem- og Sydamerika. Huset er dermed en forløber for "Cloud Forest Dome" i Gardens by the Bay. Det er også her man finder samlingen af bromeliacéer.
Ingefærhaven omfatter et stort udvalg af de mere end 1.200 arter der findes i Ingefær-familien, som ud over ingefær også omfatter kardemomme og palmen de rejsendes træ.
Regnskoven omfatter ca. 6 ha og er meget ældre end haven selv. Dette lille stykke regnskov og det større Bukit Timah Nature Reserve, er en del af den oprindelige regnskov som tidligere dækkede øen, og de to områder er det eneste oprindelige regnskov, der er tilbage i Singapore (som dog har en del sekundær regnskov, dvs. regnskov der er genopvokset efter at et område blev beskyttet).
Evolutionshaven viser planternes udvikling fra livet opstod til i dag. Planterne fra Kultiden er modeller, men ellers er det alt sammen levende planter ("levende fossiler") omfattende Mosser, Ulvefodsplanter, Bregner, Padderokplanter, Psilotum, Koglepalmer og andre primitive frøplanter.